# Thriller (album)

Thriller este cel de-al șaselea album de studio înregistrare de către artistul american Michael Jackson. Albumul a fost lansat pe 30 noiembrie 1982 de către casa de discuri Epic Records. Thriller are genuri similare cu cele de pe albumul Off the Wall, inclusiv funk, disco, soul, soft rock, R&B și pop. Versurile de pe acesta au teme ce discută paranoia și supranaturalul.
Cu un buget de producție de 750.000 dolari, sesiuni de înregistrare a avut loc între aprilie și noiembrie 1982, în sudiourile de înregistrări Westlake Recording Studios  din Los Angeles, California. asistată de către producători, Quincy Jones, Jackson a scris patru din cele nouă cântece de pe Thriller. După lansarea din primul single al albumului, „The Girl Is Mine”, unii critici au presupus că albumul va fi un succes minor. Odată cu lansarea celui de-al doilea single, „Billie Jean”, albumul a explodat în topuri, în multe țări. La momentul de vârf, acesta a fost vândut într-un milion de exemplare pe săptămână în întreaga lume. În doar puțin peste un an, Thriller devenit cel mai bine vândut album din toate timpurile. Vânzările sunt estimate la peste 110 de milioane de exemplare livrate în întreaga lume. Șapte din cele nouă piese ale albumului au fost lansate pe disc single și toate au ajuns în top 10 pe Billboard Hot 100. Albumul a câștigat opt premii Grammy în 1984.
Thriller i-a permis lui Jackson să scoată barierele rasiale prin apariția sa la MTV și întâlnirea cu Președintele Ronald Reagan la Casa Albă. Albumul a fost unul dintre primele care au folosit videoclipuri muzicale cu rol de promovare — videoclipurile pentru „Thriller”, „Billie Jean” și „Beat It” au primit difuzare regulată pe MTV. În 2001, albumului a fost re-lansat într-o ediție specială, care conține interviuri audio, un demo de înregistrare și piesa „Someone in the Dark”, care a câștigat un Grammy. Pe 11 februarie 2008 a fost lansată o ediție aniversară a albumului, Thriller 25; acesta include atât versiunea originală, cât și un DVD, cu opt clipuri.

## Conținut
Lista melodiilor incluse în album este:
1. „Wanna Be Startin' Somethin” — 6:02
2. „Baby Be Mine” — 4:20
3. „The Girl Is Mine” — 3:42
4. „Thriller” — 5:57
5. „Beat It” — 4:17
6. „Billie Jean” — 4:54
7. „Human Nature”  — 4:05
8. „P.Y.T. (Pretty Young Thing)” — 3:58
9. The Lady in My Life - 4:59

2001 Ediție Specială
1. „Quincy Jones Interview 1” — 2:19
2. „Someone in the Dark” — 4:47
3. „"Quincy Jones Interview 2" — 2:04
4. „Billie Jean (Home Demo from 1981)” — 2:20
5. „Quincy Jones Interview 3” — 3:10
6. „Rod Temperton Interview 1” — 4:03
7. „Quincy Jones Interview 4”  — 1:32
8. „Voice-Over Session from "Thriller” — 2:52
9. „Rod Temperton Interview 2” — 1:56
10. „Quincy Jones Interview 5”  — 2:01
11. „Carousel”  — 1:50
12. „Quincy Jones Interview 6”  — 1:17